# Erwin Fehlberg
Erwin Fehlberg (* 8. September 1911 in Berlin-Oberschöneweide; † November 1990 in Huntsville) war ein deutscher Mathematiker.
Sein bedeutendstes Verdienst ist die Entwicklung von Schrittweitensteuerungen für Runge-Kutta-Verfahren zur numerischen Lösung von gewöhnlichen Differentialgleichungen (dadurch heute Runge-Kutta-Fehlberg-Verfahren).

## Leben und Werk
Nach dem Abitur studierte er ab 1930 an der Universität und der Technischen Hochschule Berlin (TH, heute TU Berlin) auf Lehramt und machte 1936 das Staatsexamen in Mathematik, Physik und Chemie.
Erst in der Flugzeugindustrie als Aerodynamiker tätig, arbeitete   Fehlberg ab 1937 im Heereswaffenamt in Berlin an praktischen und theoretischen Fragen der äußeren Ballistik. Daneben war er an der TH Gasthörer am Mathematischen Seminar des Instituts für angewandte Mathematik bei Werner Schmeidler. 1942 promovierte Fehlberg bei Schmeidler mit Berechnungen zu Sprengpunktsverlagerungen beim Schießen gegen Luftziele, die durch ballistisch-atmosphärische Störungen auftreten.
Nach dem Krieg erarbeitete Fehlberg numerische Lösungsverfahren für gewöhnliche Differentialgleichungen, zuerst noch in Frankfurt am Main (Deutschland), dann in Drummondville (Canada). Spätestens seit 1956 arbeitete Fehlberg in einem Forschungslabor auf dem Redstone Arsenal in Huntsville, Alabama, USA, das 1960 in das Marshall Space Flight Centers aufging.
In den nachfolgenden Jahren entwickelte Erwin Fehlberg klassische Runge-Kutta-Formelpaare benachbarter Ordnung, also z. B. 4. und 5. Ordnung im Sinne einer Näherung. Die Formeln der höheren Ordnung ergeben sich aus allen Formeln der niedrigeren Ordnung sowie aus nur ein oder zwei weiteren Termen und benötigen somit nur wenig zusätzlichen Rechenaufwand. Die Einzelformeln pro Ordnung ergeben unterschiedliche Ergebnisse zur gesuchten Funktion. Deren Differenz stellt den numerischen Fehler dar (lokaler Abbruchfehler), der wiederum zur Ermittlung der nächsten Schrittweite verwendet wird. Fehlbergs Runge-Kutta-Formelpaare ergeben besonders kleine Fehler, so dass sich bei gleicher Genauigkeitsforderung größere Schrittweiten ergeben als bei anderen Verfahren gleicher Ordnung. Außer Verfahren zur Lösung gewöhnlicher Differentialgleichungen erster Ordnung entwickelte Fehlberg auch Verfahren für Gleichungen zweiter Ordnung. Die von   Fehlberg konstruierten Lösungsverfahren vom Runge-Kutta-Typ werden heute als Runge-Kutta-Fehlberg-Verfahren bezeichnet.
Im Jahre 1969 erhielt Erwin Fehlberg neben anderen die „Exceptional Scientific Achievement Medal“ der NASA.